# Marc Martel
Marc Martel es un músico canadiense de rock cristiano. En 1999, formó la banda Downhere antes de lanzarse en solitario en 2013. Además de su propio trabajo, Martel es reconocido por sus versiones de Queen y su parecido vocal con Freddie Mercury. En 2018 proporcionó partes de la voz de Mercury en la película biográfica del mismo, Bohemian Rhapsody.

## Biografía
Nació en Montreal (Canadá), hijo de Michel Martel y su esposa Barbara Beresford Martel. Cursó sus estudios secundarios en el Briercrest College and Seminary en la ciudad de Caronport, Saskatchewan, donde conoció a su compañero de habitación Jason Germain. Con él y algunos amigos formó la banda Downhere.

## Trayectoria profesional

### Downhere (1999–2012)
Downhere se desarrolló mientras el grupo de artistas realizaba una gira en representación de Briercrest College. Después de cuatro años de universidad, la banda se mudó a Nashville, Tennessee, donde firmaron con la discográfica Word Records. Downhere ganó varios premios Juno, premios Covenant y un premio Dove. Lanzaron 10 álbumes, incluido On the Altar of Love, antes de entrar en un impasse a partir del 1 de enero de 2013.

### Solista (2013-presente)
En septiembre de 2011, Martel participó en un concurso para unirse al proyecto tributo oficial a Queen de Roger Taylor, Queen Extravaganza. Con un video de Martel cantando  "Somebody to Love " de Queen generó más de un millón de visitas en YouTube después de estar en línea solo unos días. Acumulando para 2021 más de 22 millones de visitas. Esto la llevó a aparecer en The Ellen DeGeneres Show una semana después del lanzamiento del video. Martel pasó a ser uno de los ganadores del concurso    lo que le llevó a realizar una gira de seis semanas con The Queen Extravaganza en 2012.  El tributo continuó de gira con Martel hasta finales de 2016.
El 1 de febrero de 2013, Martel lanzó un EP titulado Prelude. El EP fue grabado en Nashville y Los Ángeles con el productor John Fields. 
El 30 de septiembre de 2014, presentaria su primer álbum de larga duración, llamado Impersonator.
En septiembre de 2016 colaboró en "Last Christmas", incluida en el videojuego Just Dance 2017.El 18 de noviembre de 2016 lanzó The Silent Night (EP), que constaba de una colección de canciones navideñas. En 2017, hizo una versión de " Footloose " para Just Dance 2018.
En 2017, Martel dejó Queen Extravaganza y se unió a Ultimate Queen Celebration.
En 2019, Martel grabó una nueva versión de "Silver Bells " con Amy Grant y Michael W. Smith que alcanzó el número 1 en las listas de Billboard Christian AC Monitor,y Mediabase Christian AC. Esta fue la primera canción número uno de la carrera de Martel. Durante ese año acompañó a ambos en su gira navideña anual.
En 2018, Martel contribuyó con las grabaciones vocales para la película biográfica de Queen, Bohemian Rhapsody. El productor de cine, Graham King, confirmó que Marc Martel grabó las voces para la película en un artículo de Rolling Stone:

La mayoría de las escenas de canto en la película se basan en fragmentos vocales de cintas maestras de Queen o de nuevas grabaciones de Marc Martel, un cantante de rock cristiano canadiense cuya voz es prácticamente idéntica a la del difunto líder. "Literalmente, podrías cerrar los ojos y sería Freddie (...) Y eso es algo muy difícil de hacer"

En una entrevista a FilmJournal International reveló más detalles sobre la participación de Martel en la realización de la película:

"Rami canta un poco en la película, hay mucho de Freddie Mercury, obviamente, y mucho de Marc Martel. Le envió un vídeo a Brian May y Roger Taylor y suena exactamente como Freddie Mercury. Sabíamos que teníamos a alguien a quien podíamos recurrir para los papeles que quizá Rami no podía hacer y, obviamente, Freddie no podía hacer. Así que estuvimos en el estudio de grabación de Abbey Road durante quizás dos meses y medio con Marc y Rami, grabando fragmentos que sabíamos que necesitábamos. Es difícil encontrar a alguien que pueda cantar como Freddie Mercury y no estoy seguro de que la película hubiera sucedido si no hubiéramos tenido a Marc"

En 2016, además prestó su voz al personaje Withered Foxy en el videojuego Five Nights at Freddy's World. 

## Vida personal
Martel reside en Nashville, Tennessee, con su esposa, Crystal.

## Discografía
Con Downhere
- downhere (independent, 1999)[27][28]
- downhere (2001)
- So Much for Substitutes (2003)
- Wide-Eyed and Mystified (2006)
- Wide-Eyed and Simplified (2007)
- Thunder After Lightning (The Uncut Demos) (2007)
- Thank You for Coming (The Live Bootlegs) (2008)
- Ending Is Beginning (2008)[29]
- How Many Kings: Songs for Christmas (2009)
- Two at a Time: Sneak Peeks & B-Sides (2010)[30]
- On the Altar of Love (2011)

Solista
- The Prelude EP (2013)
- The Silent Night EP (2016)
- Impersonator (2014)
- Live at the High Watt (2016)
- A Night at the Apollo (2017)
- The First Noel EP (2017)
- My Way Vol. 1 EP (2018)
- Thunderbolt & Lightning (2018)
- Christmas Is Here EP (2018)
- The Christmas Collection (2019)
- Live in Auckland New Zealand featuring UQC (2020)
- A One Take Rhapsody (2020)
- Thank God It's Christmas (2020)
- Forte (2021)
- Hark! (2021)
- My Way Vol. 2 (2022)
- The Christmas Collection, Vol. 2 (2022)

Individualmente
- "Cual Otro Rey" (2020)
- "Fat Bottomed Girls" (2020)
- "Under Pressure" (2020)
- "Somebody to Love" (2021)
- "Seven Seas of Rhye/Bicycle Race" (2021)
- "Let Me Entertain You" (2021)
- "Another One Bites the Dust" (2022)